# Wolfgang Reuter (Politiker, 1969)
Wolfgang Reuter (* 28. Juli 1969 in Bütgenbach) ist ein belgischer Politiker der freien Bürgerliste ProDG („Pro Deutschsprachige Gemeinschaft.“) Seit 2014 ist er Mitglied im Parlament der Deutschsprachigen Gemeinschaft.

## Leben
Wolfgang Reuter machte eine Ausbildung zum Metzger und bildete sich dann weiter bis zum Traiteur-Meister. Seit 1995 ist er selbstständiger Metzger-Traiteur. 
2006 bis 2012 war er als 4. Schöffe von Büllingen tätig und seit 2012 ist er 2. Schöffe von Büllingen. Seine Zuständigkeitsbereiche sind: Mittelstand und Industrie, ländliche Entwicklung, Tourismus, Vereine, Jugend, Sport. Wolfgang Reuter ist verheiratet und hat zwei Kinder.

## Aufgaben im DG-Parlament
- Mitglied des Ausschusses II
- Stellvertretendes Mitglied des Ausschusses I für allgemeine Politik, Petitionen, Finanzen und Zusammenarbeit
- Stellvertretendes Mitglied des Ausschusses IV für Gesundheit und Soziales